# Alicia Appleman-Jurman
Alicia Appleman-Jurman (ur. 9 maja 1930 we wsi Rosulna, obecnie rejon bohorodczański, obwód iwanofrankiwski, zm. 8 kwietnia 2017) – autorka pamiętników pochodzenia żydowskiego, zamieszkała w Stanach Zjednoczonych.

## Życiorys
Była córką Zygmunta i Frydy Jurmanów, drugą z pięciorga rodzeństwa. Od piątego roku życia mieszkała wraz z rodziną w Buczaczu.
Jej rodzice i czterej bracia (Mosze, Bunio, Herzl i Zachary) zginęli podczas Holocaustu. Alicja uratowała się wyskakując z pociągu, wiozącego Żydów z Buczacza do obozu zagłady.
Po zakończeniu drugiej wojny światowej wstąpiła do organizacji Bricha, pomagającej Żydom ocalonym z Holocaustu, którzy chcieli przedostać się do Brytyjskiego Mandatu Palestyny. Na początku roku 1947 wypłynęła na pokładzie statku „Theodor Herzl”, który został zatrzymany przez marynarkę brytyjską i skierowany na Cypr, gdzie Alicja przebywała w obozie internowanych w ciągu ośmiu miesięcy. Dopiero w grudniu 1947 Alicja Jurman dotarła do Palestyny. Służyła w marynarce Palyam, później w Chayl HaYam. Tam poznała amerykańskiego ochotnika Gabriela Applemana, którego poślubiła w roku 1950.
W roku 1952 zamieszkali w Stanach Zjednoczonych, w roku 1969 wrócili do Izraela, przebywali tam podczas wojny Jom Kipur 1973, w roku 1975 powrócili na stałe do USA. Alicja Appleman-Jurman jest matką córki Roan i syna Dana.
Jest autorką trzech książek wspomnieniowych. Pierwsza z nich ukazała się także w językach francuskim (Alicia: l'histoire de ma vie), niemieckim (Alicia: Überleben, um Zeugnis zu geben), duńskim (Alicia: min historie), szwedzkim (Alicia: min historia), holenderskim (Vergeten kan ik niet) oraz hiszpańskim (Alicia, la historia de mi vida). Spotykała się z czytelnikami, wygłaszała pogadanki w szkołach.